# European Union Border Assistance Mission in Libya
Die EU Integrated Border Assistance Mission in Libya (EUBAM Libya) ist eine zivile Mission zur Unterstützung der Sicherung der libyschen Land-, See- und Luftgrenzen. Sie wurde am 22. Mai 2013 im Rahmen der Gemeinsamen Sicherheits- und Verteidigungspolitik (GSVP) von der Europäischen Union beschlossen.
Das zuletzt am 17. Juli 2017 aufgrund des Beschlusses des Rates der Europäischen Union bis zum 31. Dezember 2018 verlängerte Mandat umfasst insbesondere die Unterstützung der libyschen Behörden im Bereich des Grenzschutzes und der Inneren Sicherheit. Dies geschieht durch Aus- und Fortbildung der libyschen Polizei, des Grenzschutzes und des Zolls sowie durch die Entwicklung eines sog. Integrated Border Management (IBM), einer integrierten Grenzschutzverwaltung. Die Zusammenarbeit findet auf operativer und strategischer Ebene statt. Ein exekutives Mandat besteht nicht.
Bis zur Verbesserung der Sicherheitslage in Libyen befindet sich das Hauptquartier in Tunis, Tunesien. Dies ist auch Grund für die verringerte Stärke der Mission, die derzeit 23 internationale Beamte aus 11 EU-Nationen umfasst. Das Budget beträgt für den Zeitraum August 2016 – August 2017 ca. 17 Mio. Euro, geleitet wurde die Mission seit 2016 vom italienischen Polizeibeamten Vincenzo Tagliaferri. Am 1. Februar 2021 trat die italienische Beamtin Natalina Cea seine Nachfolge an.
Neben EUBAM Libya wird auch noch die Friedensmission der Vereinten Nationen, Unterstützungsmission der Vereinten Nationen in Libyen (UNSMIL), mit ca. 36 internationalen Bediensteten betrieben. Auch ihr Hauptquartier befindet sich in Tunesien.